# Salto de esqui nos Jogos Olímpicos de Inverno de 1988
O salto de esqui nos Jogos Olímpicos de Inverno de 1988 consistiu de três eventos, realizados no Canada Olympic Park, em Calgary, no Canadá.
A prova de pista longa por equipes foi introduzida no programa olímpico a partir desta edição.

## Medalhistas
Masculino
| Evento                           | Ouro                                                                        | Prata                                                               | Bronze                                                                                |
| -------------------------------- | --------------------------------------------------------------------------- | ------------------------------------------------------------------- | ------------------------------------------------------------------------------------- |
| Pista normal individual detalhes | Matti Nykänen FIN Finlândia                                                 | Pavel Ploc TCH Checoslováquia                                       | Jiří Malec TCH Checoslováquia                                                         |
| Pista longa individual detalhes  | Matti Nykänen FIN Finlândia                                                 | Erik Johnsen NOR Noruega                                            | Matjaž Debelak YUG Iugoslávia                                                         |
| Pista longa por equipes detalhes | Ari-Pekka Nikkola Matti Nykänen Tuomo Ylipulli Jari Puikkonen FIN Finlândia | Primož Ulaga Matjaž Zupan Matjaž Debelak Miran Tepeš YUG Iugoslávia | Ole Christian Eidhammer Jon Inge Kjørum Ole Gunnar Fidjestøl Erik Johnsen NOR Noruega |

## Quadro de medalhas
| Ordem | País               | Medalha de ouro | Medalha de prata | Medalha de bronze |   |
| ----- | ------------------ | --------------- | ---------------- | ----------------- | - |
| 1     | FIN Finlândia      | 3               |                  |                   | 3 |
| 2     | TCH Checoslováquia |                 | 1                | 1                 | 2 |
| 2     | YUG Iugoslávia     |                 | 1                | 1                 | 2 |
| 2     | NOR Noruega        |                 | 1                | 1                 | 2 |
| TOTAL | TOTAL              | 3               | 3                | 3                 | 9 |